# Kłobia (Kalisty)
Kłobia – wieś w Polsce położona w województwie warmińsko-mazurskim, w powiecie olsztyńskim, w gminie Świątki. Miejscowość wchodzi w skład sołectwa Kalisty.
W latach 1975–1998 miejscowość należała administracyjnie do województwa olsztyńskiego. W latach 1945–46 miejscowość nosiła nazwę Chlubne. Miejscowość leży w historycznym regionie Prus Górnych
Wieś wzmiankowana w dokumentach z roku 1448, jako wieś pruska na 11 włókach. Pierwotna nazwa wsi to Kelobe. W roku 1782 we wsi odnotowano 6 domów (dymów), natomiast w 1858 w 7 gospodarstwach domowych było 89 mieszkańców. W latach 1937–39 było 139 mieszkańców. Na terenie wsi znajduje się poniemiecki dwór którego budowa datowana jest na 1905 rok. Obecnie odnawiany przez prywatnego właściciela.
Przez wieś przebiega droga wojewódzka nr 530.